# Olek Balcerowski
Aleksander Roman "Olek" Balcerowski (Swidnica, Polonia, 19 de noviembre de 2000) es un jugador de baloncesto polaco que pertenece a la plantilla del Unicaja Málaga de la Liga ACB española. Con 2,16 metros de estatura, juega en la posición de pívot.

## Trayectoria deportiva
Formado en la cantera del Stowarzyszenie Gornik Walbrzych. En 2015, firmó con el C. B. Gran Canaria, donde formaría parte del equipo de categoría cadete. Durante la temporada 2016-17 comenzó a formar parte de la plantilla del filial del C. B. Gran Canaria que jugaba en Liga EBA.
Durante la temporada 2017-18, disputó un partido en Liga Endesa y 2 en Eurocup. El 3 de diciembre de 2017, el pívot polaco Olek Balcerowski se convierte en el jugador más joven en debutar con el Herbalife Gran Canaria, después de saltar a la pista ante el Real Madrid, para jugar 1,27 minutos. Balcerowski se vistió la camiseta amarilla con 6223 días (17 años y 14 días), superando así a Roberto Guerra, que hasta ese momento ostentaba ese honor, habiendo debutado con 6586 días, ya cumplida la mayoría de edad.
Durante la temporada 2020-21, con apenas 20 años disputó con el C. B. Gran Canaria 32 partidos en Liga Endesa y 15 partidos en EuroCup. En la competición continental se alzó con el premio ‘7DAYS EuroCup Rising Trophy’, como mejor joven del torneo, gracias a sus 6,5 puntos y 3,7 rebotes.
El 17 de julio de 2021, se marchó cedido al KK Mega Bemax de la Liga Serbia de Baloncesto, por el CB Gran Canaria durante una temporada. En febrero de 2022 renovó su contrato con el Gran Canaria hasta 2024 y dejó la liga serbia para retornar a la ACB.
En julio de 2023 se une a los Boston Celtics para disputar la liga de verano de la NBA. El 28 de julio de 2023 firmó un contrato de dos años con la potencia de la Euroliga Panathinaikos BC.
En agosto de 2024, se une al Unicaja Málaga de la Liga ACB

### Selección nacional
En 2018 disputa con Polonia el Europeo Sub-18 División B, en Skopje (Macedonia).
[actualizar]
En septiembre de 2022 disputó con el combinado absoluto polaco el EuroBasket 2022, finalizando en cuarta posición.
En julio de 2024 disputó el Torneo preolímpico de Valencia con Polonia promediando 11.5 puntos y 3 asistencias, finalizando en quinta posición.